# Saint-Menoux
Saint-Menoux ist ein zentralfranzösischer Ort und eine Gemeinde mit 1.135 Einwohnern (Stand 1. Januar 2022) im Département Allier im Norden der Region Auvergne-Rhône-Alpes.

## Lage
Der Ort Saint-Menoux liegt in fruchtbaren und waldreichen Landschaft des Bourbonnais in einer Höhe von etwa 235 Metern ü. d. M. Die Stadt Moulins befindet sich ca. 16 Kilometer (Fahrtstrecke) östlich; die im südlichen Burgund gelegene Stadt Nevers liegt etwa 64 Kilometer nördlich. Zur Gemeinde gehören mehrere Weiler (hameaux) und Einzelgehöfte.

## Bevölkerungsentwicklung
| Jahr                       | 1962 | 1968 | 1975 | 1982 | 1990 | 1999 | 2006 | 2012 | 2015 | 2019 |
| Einwohner                  | 948  | 901  | 787  | 929  | 986  | 940  | 920  | 1041 | 1009 | 1106 |
| Quellen: Cassini und INSEE |      |      |      |      |      |      |      |      |      |      |

Im 19. Jahrhundert stieg die Zahl der Einwohner von etwa 900 auf knapp 1.800 an; aufgrund der Reblauskrise im Weinbau und der Mechanisierung der Landwirtschaft sank die Einwohnerzahl der Gemeinde danach kontinuierlich bis auf die Tiefststände in den 1970er Jahren ab.

## Wirtschaft
Jahrhundertelang lebten die meist vom Kloster abhängigen Einwohner von Saint-Menoux als Selbstversorger von der Landwirtschaft, zu der auch der Weinbau gehörte; hinzu kamen regionaler Kleinhandel und Handwerk. Eine wichtige Rolle spielte auch der mittelalterliche Pilgertourismus. Während der Reblauskrise gegen Ende des 19. Jahrhunderts kam der Weinbau zeitweilig völlig zum Erliegen, doch werden mittlerweile wieder Rot-, Rosé- und Weißweine produziert, die über die Appellation ‚Val de Loire‘ vermarktet werden. Einige der leerstehenden Häuser des Ortes wurden zu Ferienwohnungen (gîtes) umgebaut.

## Geschichte
Wann das Kloster des im 6. oder 7. Jahrhundert wirkenden heiligen Menulphus (Saint-Menoux) gegründet wurde und ob zur damaligen Zeit bereits eine Ansiedlung existierte, ist unbekannt; aus dem frühen Mittelalter ist der Ortsname Malliacum überliefert. Die heutige Kirche entstand in mehreren Bauphasen vom 10. bis 13. Jahrhundert und bildete sowohl das Zentrum einer Gemeinschaft von Benediktinerinnen als auch den Kern des Ortes, der durch das mittelalterliche Pilgerwesen und die anhaltenden Bautätigkeiten einen großen wirtschaftlichen Aufschwung erlebte, aber in hohem Maße vom Erzbistum Bourges abhängig blieb. Während der Französischen Revolution wurde das Kloster aufgelöst; die Klausurgebäude und die Grabmäler der Äbtissinnen im Innern der Kirche wurden zerstört.

## Sehenswürdigkeiten

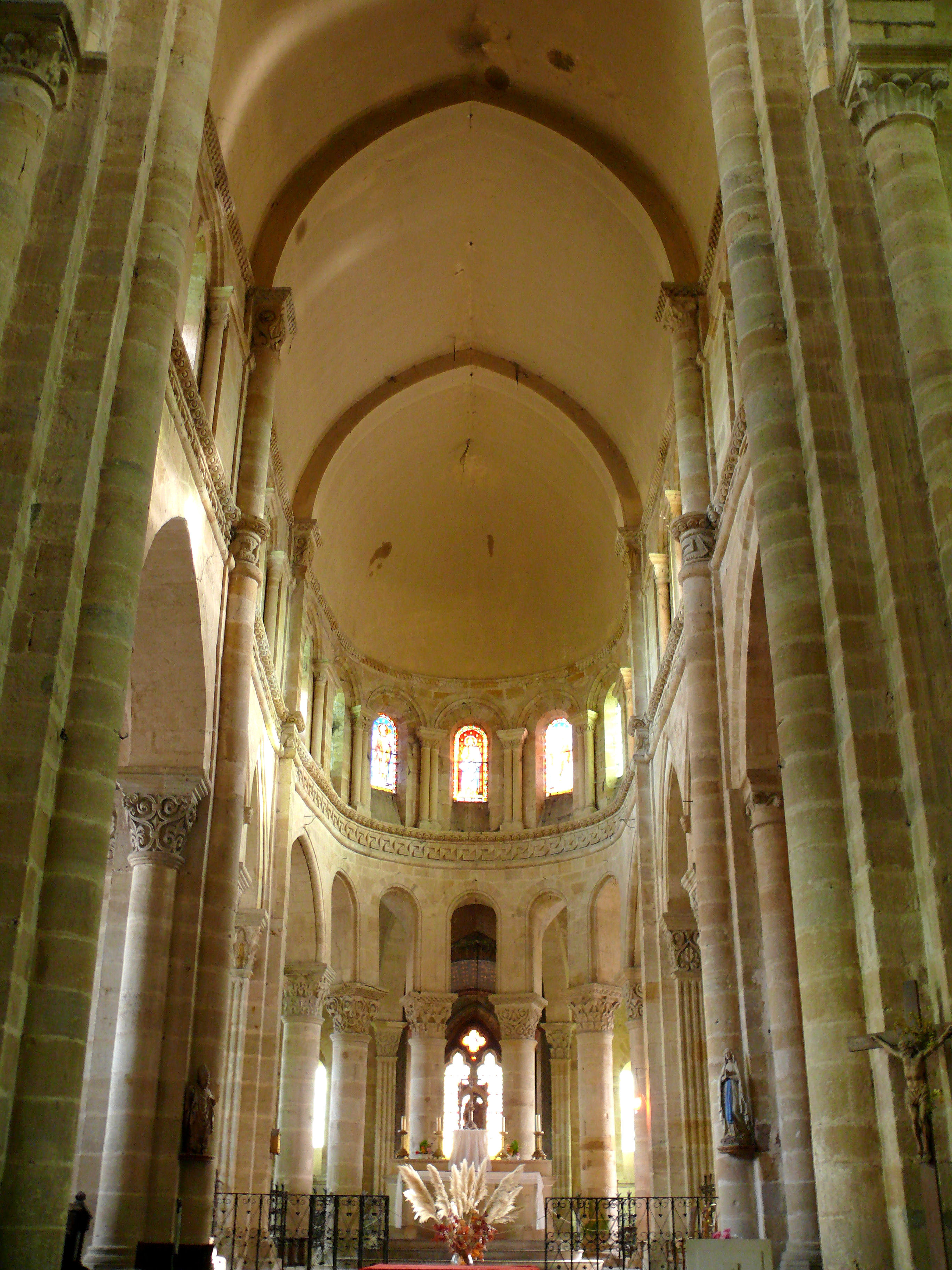
Chor und Apsis der ehemaligen Abteikirche mit Spitztonnengewölbe

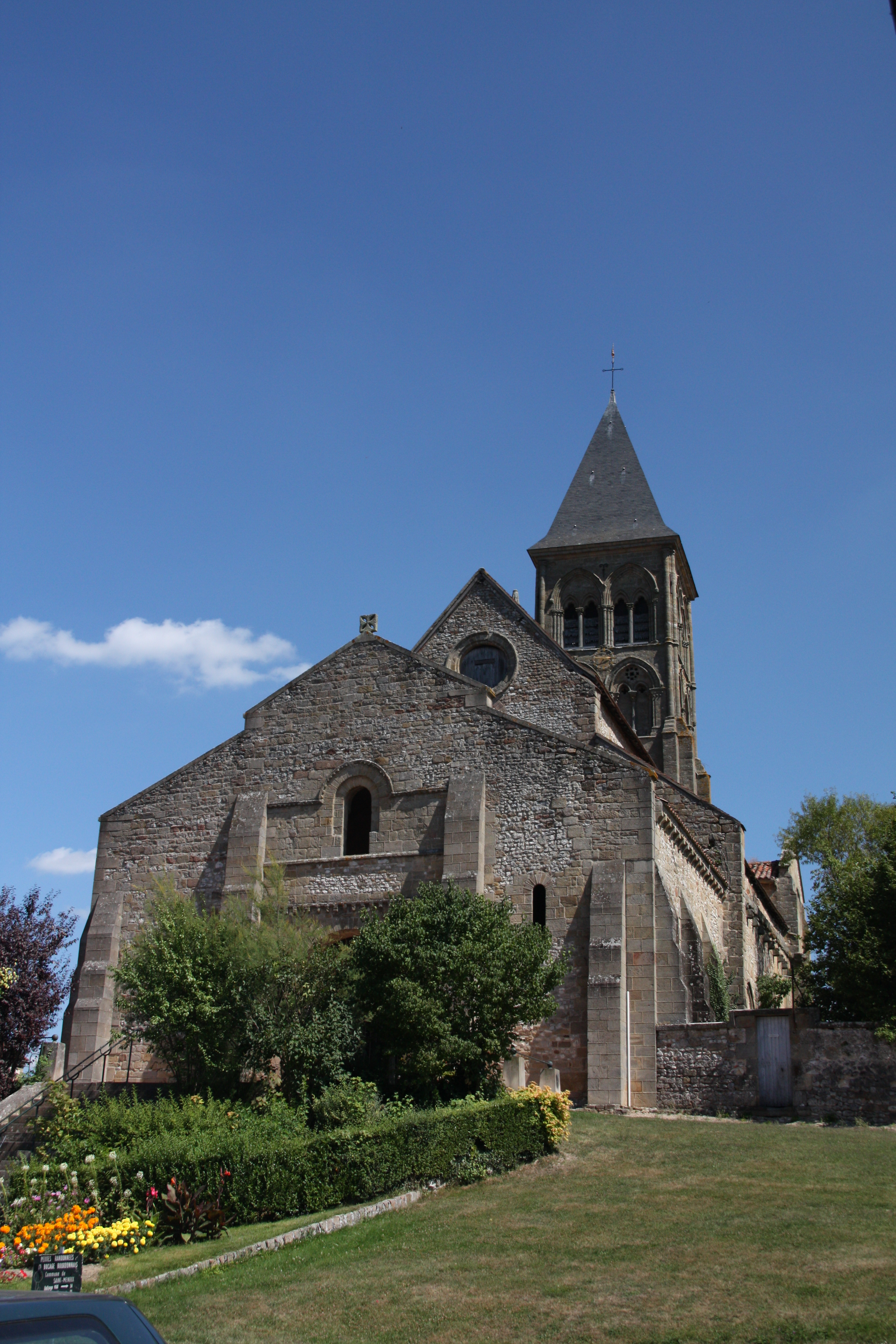
Ansicht der Kirche von Westen mit Narthex-Vorhalle

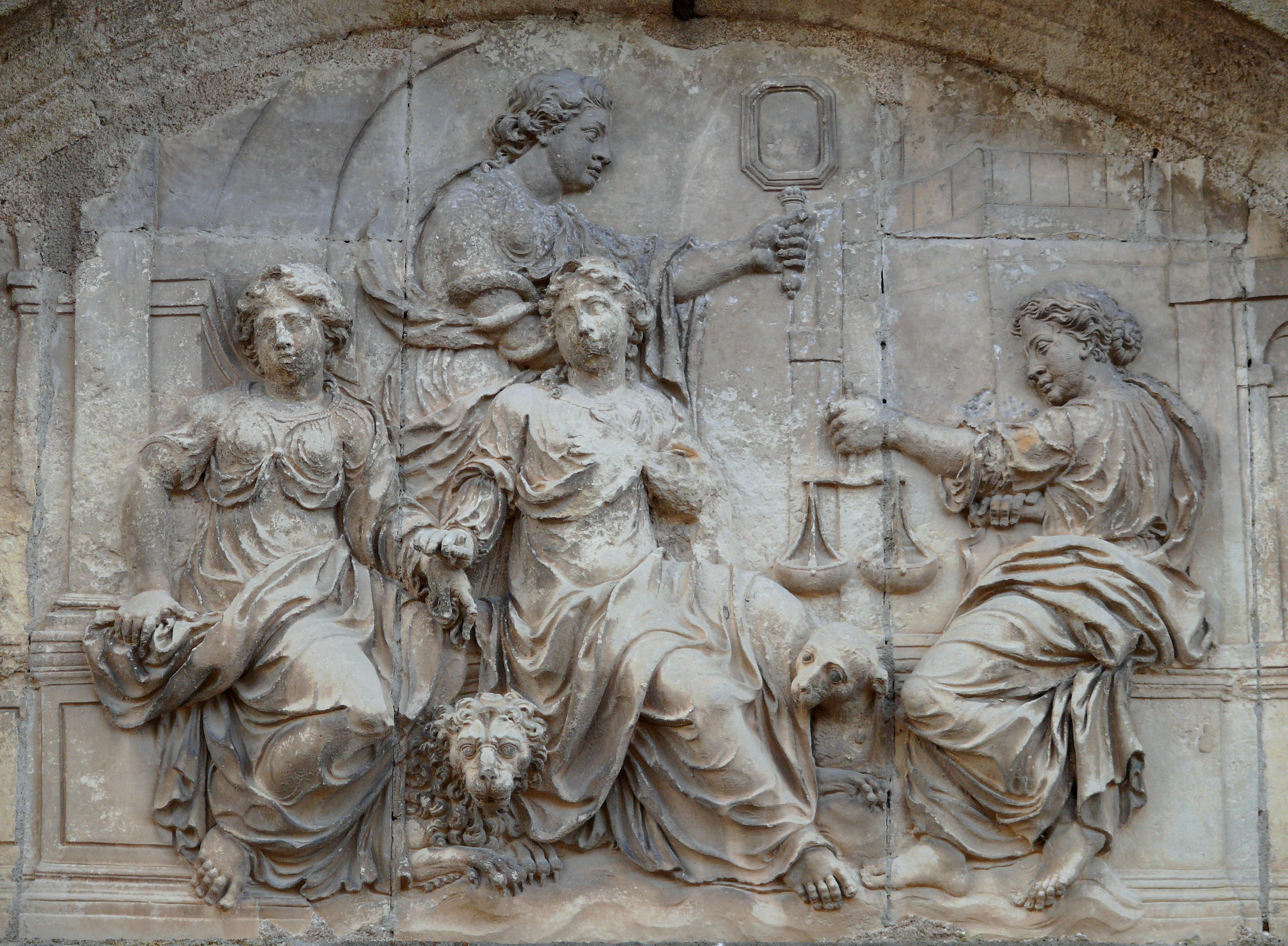
Tympanon des Maison des Vertus cardinales mit den vier weiblichen Allegorien der Kardinaltugenden

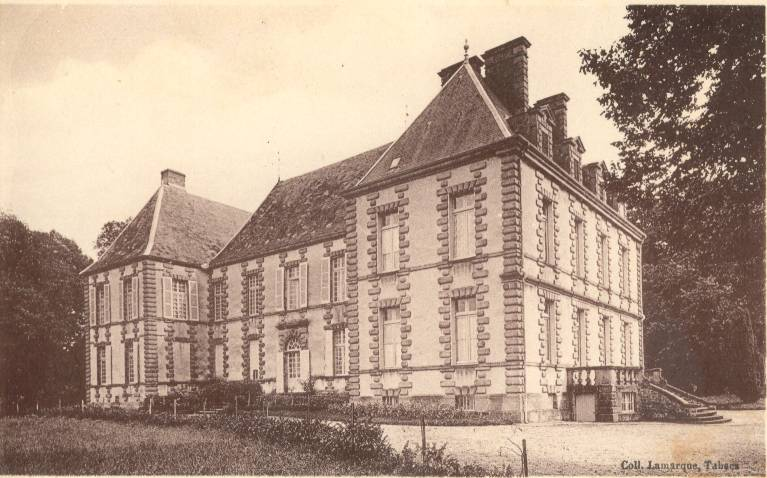
Château de Souys, Gartenseite

- Die ehemalige Abteikirche und heutige Pfarrkirche Saint-Menoux ist ein dreischiffiger Bau von circa 62 Metern Gesamtlänge; sie verfügt über einen Chorumgang mit Radialkapellen, ein Querschiff, einen im 19. Jahrhundert rekonstruierten Vierungsturm und eine im Äußern schmucklose, aber geräumige Vorhalle (Narthex) im Westen. Die Baugeschichte ist ziemlich komplex: Man nimmt an, dass der Narthex der älteste Bauteil ist und vielleicht noch von einem abgerissenen Vorgängerbau des 10. oder 11. Jahrhunderts stammt; das teilweise gotische Formen zeigende Langhaus mitsamt dem Vierungsturm wird zumeist dem 13. Jahrhundert zugerechnet – allein der imposante und reich gestaltete Chorbereich wird in die Mitte des 12. Jahrhunderts datiert; die dort befindlichen kannelierten Pilaster und ein im Scheitel angespitztes Tonnengewölbe verweisen eindeutig auf das architektonische Vorbild der Abteikirche von Cluny, aber auch die übrige architektonische Ausstattung (Mäanderfries, Doppelsäulen, mächtige Kapitelle mit abstrakt-vegetabilischen Formen) ist vom Feinsten. Zur Ausstattung der Kirche gehört der seitlich durchfensterte Steinsarkophag (débredinoire) des heiligen Menulphus; durch die halbrunde große Öffnung konnten die Pilger ihren Kopf in den Sarkophag hineinstecken, wodurch angeblich Kopfschmerzen und andere mentale Krankheiten gelindert oder sogar geheilt wurden. Der imposante Kirchenbau wurde bereits im Jahr 1840 als Monument historique anerkannt.[1]
- Das Portaltympanon des Maison des Vertus cardinales aus dem Jahr 1694 zeigt ein hochbarockes Figurenrelief mit den Darstellungen der vier Kardinaltugenden (iustitia, temperantia, fortitudo und sapientia). Es wurde im Jahr 2000 in die Liste der Monuments historiques eingetragen.[2]

Umgebung
- Das Château de Souys (46° 35′ 21,1″ N, 3° 10′ 42,3″ O) ist ein Bau aus der Mitte des 17. Jahrhunderts. Die Gebäude der Nordseite gruppieren sich um einen Hof; das Gartenparterre schließt sich nach Süden hin an. Der in Privatbesitz befindliche Baukomplex wurde im Jahr 1952 als Monument historique anerkannt.[3]
- Im Ort bzw. in seiner Umgebung stehen weitere in Privatbesitz befindliche Landsitze: das Château de Clusors mit Gästezimmern, das Château le Goûtet und das Château de la Mhotte (46° 34′ 19″ N, 3° 6′ 54″ O), welches heute als Waldorf-Schule dient.